# 戀戀舊山線 (音樂專輯)
《戀戀舊山線》是客語創作歌手邱俐綾、邱幸儀的專輯，皆使用客語四縣腔演唱，收錄自首屆母語創作音樂大賽以來發表的歌曲。在專輯發行前已在網路上廣為流傳，後客家電視台拍攝戀戀舊山線連續劇，使用兩人的作品，並在全劇播畢後，於2007年將過去的作品和新曲以電視原聲帶的方式發行，2008年獲得金曲獎最佳客語歌手獎提名。
《戀戀舊山線》收錄專輯邱俐綾、邱幸儀兩人歷年來於原創流行音樂大賽的得獎歌曲，溫柔的女聲與鋼琴伴奏，主題圍繞著對家鄉、土地的情感以及年輕女性對愛情的想法，被譽為客家的療傷系歌手。

## 曲目
1. 未來（第三屆母語創作音樂大賽佳作）
2. 不再想念（第二屆母語創作音樂大賽佳作，戀戀舊山線片頭曲）
3. 夢土（入圍第三屆母語創作音樂大賽，戀戀舊山線片尾曲）
4. 尋愛（第四屆原創流行音樂創作大賽佳作）
5. 改變（第二屆母語創作音樂大賽第三名，戀戀舊山線插曲）
6. 月光光（第一屆母語創作音樂大賽第二名，戀戀舊山線插曲）
7. 旅客
8. 燕子（入圍第一屆母語創作音樂大賽，戀戀舊山線插曲）
9. 屬於捱介地方
10. 因為你是你

## 獎項
- 金曲獎
  - 2008年度：最佳客語歌手獎（提名）